# Antonio Dal Masetto
Antonio Dal Masetto (Intra, frazione de Verbania, 14 de febrer de 1938 - Buenos Aires, 2 de novembre de 2015) va ser un escriptor i periodista italià nacionalitzat argentí.
El 1948, quan Dal Masetto tenia 10 anys, el seu pare va migrar sol a l'Argentina i es va establir a la població de Saltoo (nord-oest de la província de Buenos Aires) per treballar en la carnisseria d'un germà. Dos anys després va viatjar la resta de la família. A Saltoo, Dal Masetto va aprendre el castellà llegint llibres a la biblioteca del poble. Durant la seva joventut va treballar com a paleta, gelater, empleat públic, venedor ambulant, pintor, així com en la carnisseria del seu pare.
Als 18 anys va marxar de la seva llar i es va instal·lar a la ciutat de Buenos Aires. El seu primer llibre de contes, Lacre, va merèixer el 1964 un esment en el premi Casa de les Amèriques, a l'Havana (Cuba). Aquell mateix any es va casar amb María Di Silvio. Al 1965 es van mudar a Bariloche, on Dal Masetto es va guanyar la vida pintant parets. El 30 de juny de 1965 va néixer el seu primer fill, Marcos Dal Masetto.
Dal Masetto es va separar de la seva primera esposa i al 1969 va tornar a Buenos Aires. Aquell any (1969), l'editorial Carlos Pérez Editor va publicar la seva primera novel·la, Siete de oro. Es va casar en segones noces amb Graciela Marmone, i el 19 de juny de 1976 va néixer la seva segona filla, Daniela Dal Masetto.
La immigració era un dels seus temes principals en les seves novel·les, com Oscuramente fuerte es la vida o La tierra incomparable (premi Biblioteca del Sud 1994). Des de finals dels anys vuitanta va ser col·laborador del diari Página/12 (de Buenos Aires).
Dues de les seves novel·les han estat portades al cinema: Hay unos tipos abajo (1985) pels directors argentins Emilio Alfaro i Rafael Filipelli (Dal Masetto va coescriure el guió) i Siempre es difícil volver a casa (1992) pel també argentí Jorge Polaco. Va morir a Buenos Aires el 2 de novembre de 2015, als 77 anys.

## Obres
Conte
- Lacre, 1964,
- Ni perros ni gatos, 1987
- Reventando corbatas, 1988
- Gente del bajo, 1995
- El padre y otras historias, 2002
- Señores más señoras, 2006

Novel·la
- Siete de oro, 1963; edició definitiva, 1991
- El ojo de la perdiz, 1980
- Fuego a discreción, 1983; edició definitiva, 1991
- Siempre es difícil volver a casa, 1985
- Oscuramente fuerte es la vida, 1990[5]
- Amores, 1991, amb il·lustracions de Luis Pollini
- La tierra incomparable, 1994
- Demasiado cerca desaparece, 1997
- Hay unos tipos abajo, 1998[3]
- Bosque, 2001
- Tres genias en la magnolia, 2004
- Sacrificios en días santos, 2008
- La culpa´´, 2010
- Cita en el lago Maggiore, 2011
- Imitación de la fábula, 2014

No ficció
- Crónicas argentinas, 2003

Altres
- Las novelas de Ágata: Oscuramente fuerte es la vida; La tierra incomparable, 2010

Textos en volums col·lectius
- Cuentos en familia, 2005
- Cuentos de aprendizaje, 2007
- Y el fútbol contó un cuento, 2007 (Alejandro Apo, ed.)
- La Biblia: según veinticino escritores argentinos, 2009

## Premis
- Esment Premi Casa de les Amèriques 1964 per Lacre
- Segon Premi Municipal (Buenos Aires) 1983 per Fuego a discreción
- Segon Premi Municipal (Buenos Aires) 1987 per Ni perros ni gatos
- Primer Premi Municipal (Buenos Aires) 1990 per Oscuramente fuerte es la vida
- Premi Planeta Biblioteca del Sud 1994 per La tierra incomparable[3]
- Premi Konex de Platí 2014 en la disciplina "Novel·la: Període 2011-2013"